# Arctia schizomacula
Arctia schizomacula là một loài bướm đêm thuộc phân họ Arctiinae, họ Erebidae.